# Friedrich Kempfler

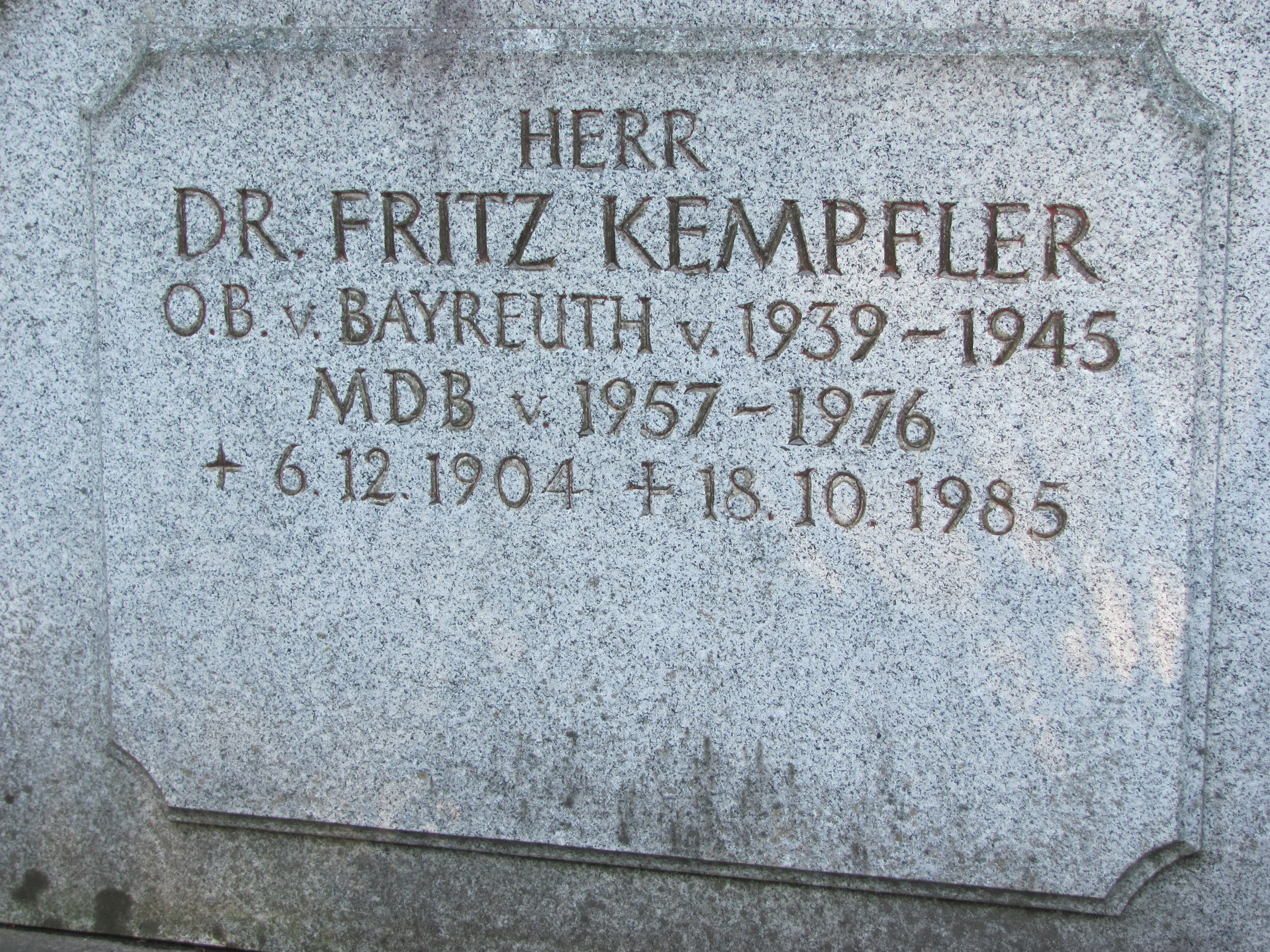
Grabinschrift – Friedhof Eggenfelden-Gern

Friedrich „Fritz“ Kempfler (* 6. Dezember 1904 in Eggenfelden; † 18. Oktober 1985 ebenda) war ein deutscher Politiker der NSDAP und später der CSU. Er war von 1938 bis 1945 Oberbürgermeister von Bayreuth sowie von 1957 bis 1976 Mitglied des Deutschen Bundestages.

## Leben
Kempfler, der römisch-katholischen Glaubens war, besuchte die humanistischen Gymnasien in Metten und Passau und wurde nach dem Abitur 1924 in das Bayerische Maximilianeum aufgenommen. Er studierte Rechtswissenschaften in Heidelberg, Königsberg, Birmingham und München. Nach Referendarexamen (1928) und Vorbereitungsdienst legte er 1931 das Assessorexamen ab und trat im selben Jahr als Regierungsassessor bei der Niederbayerischen Bezirksregierung in den bayerischen Staatsdienst ein. Zum 1. Mai 1932 trat Kempfler der NSDAP bei (Mitgliedsnummer 1.173.432). Nach kurzer Zeit als Regierungsrat beim Landkreis Eichstätt wechselte er in den Dienst der Stadt Fürth, wo er 1933 Rechtsrat und 1934 Erster Beigeordneter und Stadtkämmerer wurde.
Vom 1. Juli 1938 bis 1945 war Kempfler Oberbürgermeister von Bayreuth, von 1939 bis 1943 jedoch wegen Kriegsdienstes beurlaubt. Seine Vorgänger waren Karl Schlumprecht und vom 21. Juli 1937 bis zum 30. März 1938 Otto Schmidt, die wegen massiver Differenzen mit dem Gauleiter Fritz Wächtler ihre Ämter niederlegten. Von 1939 bis 1943 leistete er Kriegsdienst in der Wehrmacht, sein letzter Dienstgrad war Oberleutnant. Zum 30. Januar 1941 trat er der SS bei (SS-Nummer 391.838), am 21. Juni 1943 wurde er SS-Standartenführer. Zudem war er Mitglied des Sicherheitsdiensts des Reichsführers SS (SD). Nach einer schweren Erkrankung an Aktinomykose wurde Kempfler als wehruntauglich ausgemustert. Einen Tag vor dem Einmarsch der US-Army in Bayreuth heiratete er seine zwanzigjährige Sekretärin Gerdi Schaller. Nach der kampflosen Übergabe der Stadt leistete er noch drei Tage lang Krisenmanagement. Seine Rolle als „Retter“ der Stadt, als der er sich nach Kriegsende feiern ließ, ist umstritten. Der Heimatforscher Bernd Mayer beschrieb ihn als „typischen Karrieristen, blitzgescheit und wendig, an Raffinesse dem plumpen Gauleiter weit überlegen“.
Am 17. April 1945 wurde er von der United States Army Criminal Investigation Command (CIC) in Bayreuth verhaftet. Von 1945 bis 1948 war er im Rahmen der Entnazifizierung von der amerikanischen Besatzungsmacht in verschiedenen Lagern, zunächst in Hammelburg, interniert. Nachdem die Berufungskammer Regensburg ihn am 5. März 1948 als minderbelastet einstufte und ihm sechs Monate Bewährungsfrist auferlegte, wurde er freigelassen. Nach Ablauf der Bewährungsfrist ließ er sich 1949 als Rechtsanwalt in Eggenfelden nieder.
1949 schloss er sich der CSU an. Er war seit 1955 CSU-Kreisvorsitzender im Landkreis Eggenfelden. Kempfler war ab 1956 Kreistagsabgeordneter im Landkreis Eggenfelden. Dem Deutschen Bundestag gehörte er von Herbst 1957 bis Herbst 1976 an. Dort vertrat er den damaligen Bundestagswahlkreis Pfarrkirchen.
Vor der Abstimmung über die 26. Änderung des Grundgesetzes gab er gemeinsam mit seinem Fraktionskollegen Linus Memmel und dem SPD-Abgeordneten Klaus-Peter Schulz eine Erklärung ab, dass er sich der Stimme enthalten müsse, weil er zwar die künftige Zuständigkeit des Bundes für den Hochschulbau unterstütze, aber die Herabsetzung des Wahlalters von 21 auf 18 Jahre ablehne. Er kritisierte in der Erklärung die aus seiner Sicht unsinnige Verquickung zweier Gegenstände, die keinen Bezug zueinander hätten. Im März 1974 stimmte er dann (entgegen der Mehrheit der CDU/CSU-Fraktion) gemeinsam mit Memmel und dem zwischenzeitlich zur CDU übergetretenen Schulz auch gegen die Herabsetzung des Volljährigkeitsalters auf 18 Jahre.
Zeitweise gehörte Kempfler der Versammlung der Westeuropäischen Union an, deren Geschäftsordnungsausschuss er von 1966 bis 1969 und 1974 bis 1977 leitete. Die Stadt Bayreuth lud ihn regelmäßig zu den Richard-Wagner-Festspielen ein und zahlte ihm seine Oberbürgermeister-Pension.
Kempfler war mit Gerdi (geb. Schaller; 1925–2014) verheiratet und hatte sechs Kinder.

## Ehrungen
Während des Zweiten Weltkrieges wurde Kempfler mit dem Eisernen Kreuz II. Klasse, dem Luftschutz-Ehrenzeichen 2. Stufe und der Deutsch-Italienischen Afrika-Medaille ausgezeichnet.